# FC Kaisar
FC Kaisar (kazahă:Қайсар Қызылорда) este o echipă de fotbal din Kyzylorda, Kazakhstan. Face parte din Prima Ligă Kazahă de fotbal. Cel mai de succes sezon a fost în 1998, când au câștigat Cupa Kazakhstanului și au luat locul 4 în campionat. În 2009 echipa a terminat sezonul tot pe locul 4.

## Istoricul denumirilor
- 1968 : Fondat ca Volna
- 1969 : Redenumit Avtomobilist
- 1974 : Redenumit  Orbita
- 1979 : Redenumit  Meliorator
- 1990 : Redenumit  Kaisar
- 1996 : Redenumit  Kaisar-Munai pentru motive de sponsorizare
- 1997, iulie : Redenumit  Kaisar-Hurricane pentru motive de sponsorizare
- 2001 : Redenumit Kaisar din nou

## Titluri
- Cupa Kazakhstanului: 2

1998, 2019
- A doua ligă Kazakhstaneză: 2

1995, 2005

## Jucători notabili
- Maksat Baizhanov
- Maxim Tsygalko
- Dzintars Sproģis